# Szalma

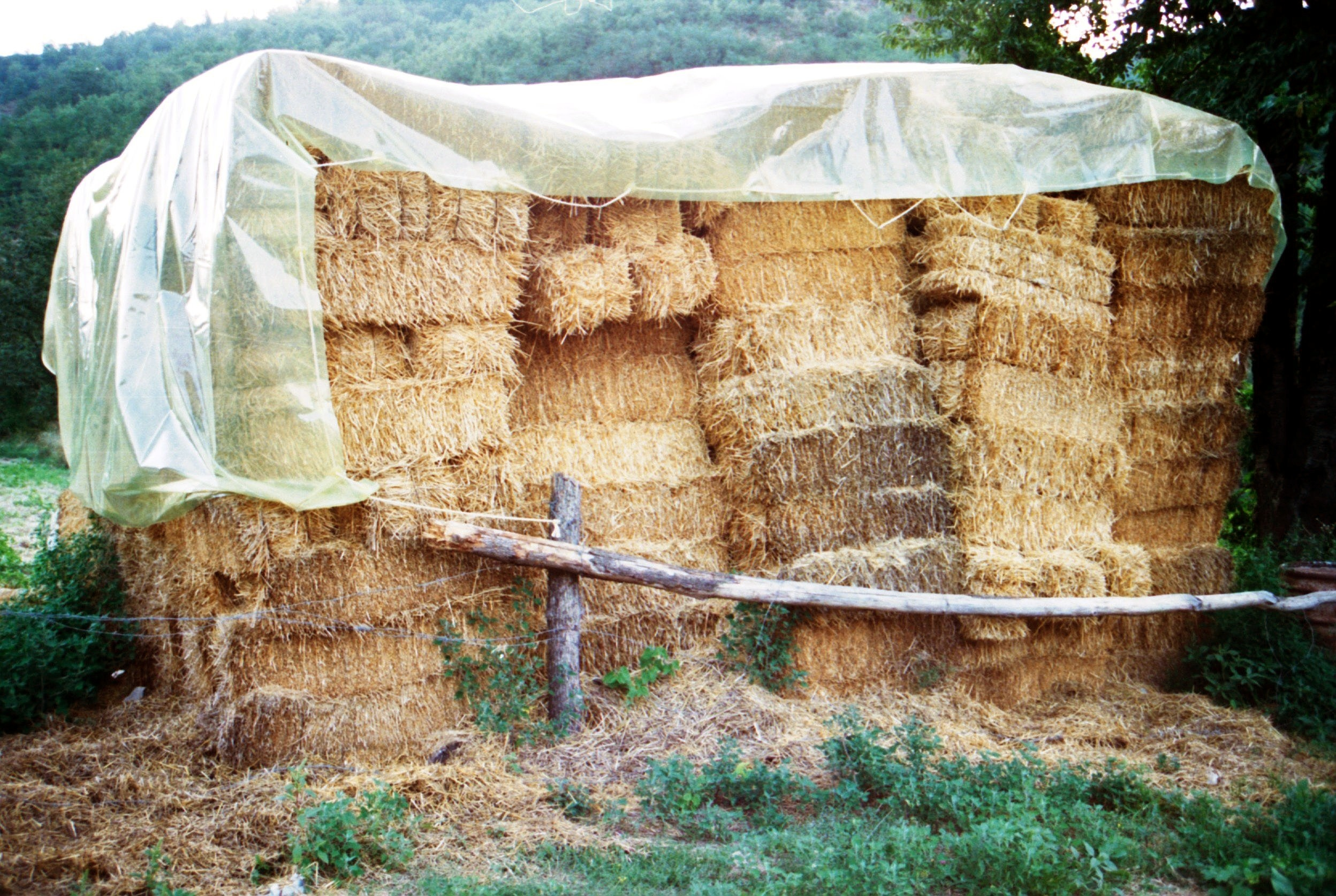
Szalmabálák

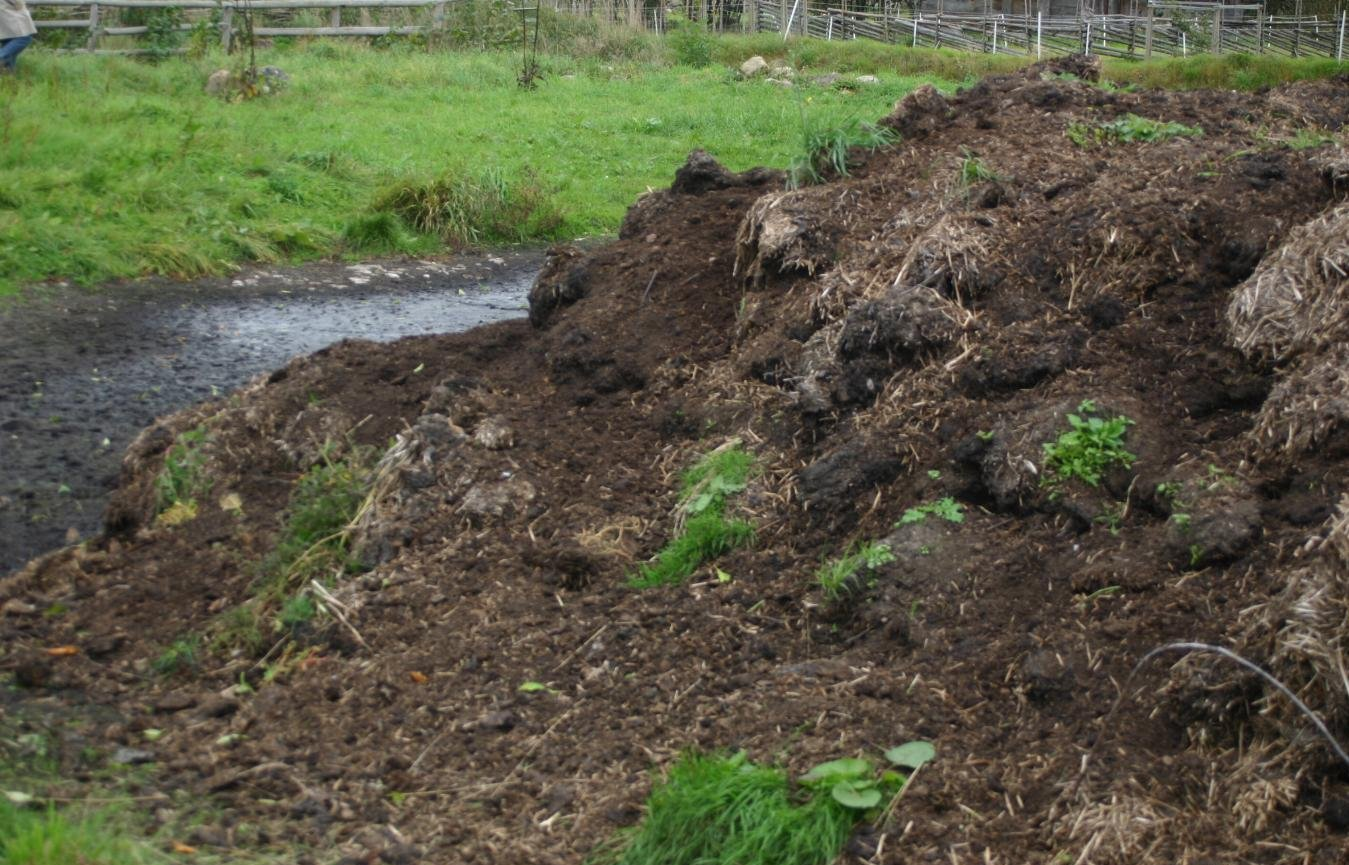
Az állati ürülékkel keveredett alom istállótrágyaként hasznosul

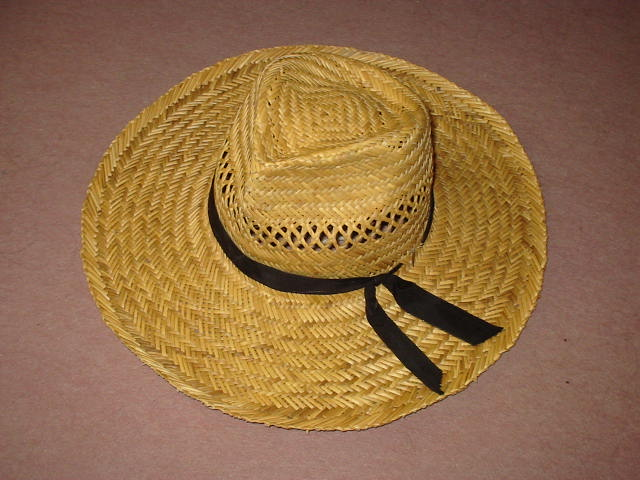
Szalmakalap

A szalma a szemtermésükért termesztett növények (vagy szűkebb értelemben csak a gabonafélék) cséplése után visszamaradó szár és szárrészek gyűjtőneve.

## Típusai és hasznosítása
A gabonaszalmák között megkülönböztetünk tavaszi (pl. árpa-, zab-) és őszi (búza-, rozs-) szalmát. A tavaszi vetésű gabonaszalma fehérjetartalma nagyobb, mint az őszi vetésűé, ezért állatok (pl. juh) takarmányozására megfelelőbb. A szalmát ezen kívül gyakran használják istállóban tartott állatok almozására. Az ürülékkel keveredett alom trágyaként (ún. istállótrágyaként) alkalmazható.
A szalma felhasználható fűtésre, tetőfedésre, készülhetnek belőle különféle használati tárgyak (pl. kalap, kosár) valamint papír is. A Székelyföldön ma is élő hagyomány a szalmából készített tárgyak ajándékozása. A szalmabábuk, üvegtartók, virág, kalap, koszorú, feszület, alátét, oldaltáska stb. készítéséhez alakor kétsoros búza kézi vágással kapott szalmáját használják fel.
A mákszalmából morfin vonható ki – a módszer kifejlesztése Kabay János nevéhez köthető.

## A szalma mint fűtőanyag
A szalma fűtőanyagként való használata leginkább Dániában terjedt el, a skandináv ország világelső a szalma energiahordozóként való hasznosításában: 2013-ban több mint 5 milliárd kWh áramot termeltek szalmával, amely több mint 15%-át adta a villamosenegia-felhasználásnak